# 1946 en France
Chronologie de la France
- 1942
- 1943
- 1944
- 1945
- 1946
- 1947
- 1948
- 1949
- 1950

Cet article présente les faits marquants de l'année 1946 en France.

## Événements

### Janvier
- 3 janvier : décret de création du commissariat général du Plan dirigé par Jean Monnet[1].
- 4 janvier : création à Paris de la mission de coordination des études pour le rattachement économique de la Sarre ; elle administre les mines de la Sarre, mises sous séquestre le 28 décembre 1945 par les forces d’occupation françaises. Le 17 janvier, Georges Bidault expose devant l’Assemblée nationale le programme sarrois (propriété des mines à la France, union économique avec la France, occupation militaire)[2].
- 7 janvier : modus vivendi signé entre le général Alessandri, commissaire de la république et le prince Monireth, Premier ministre du Cambodge[3]. Retour des Français au Cambodge. Norodom Sihanouk se contente de l’autonomie interne. Il instaure un régime constitutionnel (1947), mais garde le pouvoir.
- 20 janvier : démission du général de Gaulle, alors président du Gouvernement provisoire de la République française du fait de son opposition au « régime des partis ». Fin du second gouvernement Charles de Gaulle[4].
- 23 janvier : charte du tripartisme entre le PCF (communistes), la SFIO (socialistes) et le MRP (centristes)[4].
- 26 janvier : début du gouvernement Félix Gouin, Président du GPRF tripartite, jusqu'au 12 juin[4]. Le gouvernement n’intervient pas dans l’élaboration de la Constitution.
- 28 janvier : le Royaume-Uni remet à la France le contrôle militaire du Sud Viêt Nam[5].

### Février
- 4 février : diffusion du premier épisode de l’émission radiophonique Plate forme 70 ou l'âge atomique produite et présentée par Jean Nocher, qui imagine une catastrophe nucléaire et provoque la panique des auditeurs parisiens[6].
- 13 février-14 mars : grève générale de la presse parisienne[7].
- 14 février : loi portant création de nouvelles ressources et aménagement de la législation fiscale[8].
- 21 février : rétablissement de la semaine de 40 heures[9].
- 25 février : 
  - loi Croizat sur la rémunération des heures supplémentaires[10].
  - loi rétablissant la liberté syndicale[11].
- 27 février : sortie de La Bataille du rail, film de René Clément[12].
- 28 février :
  - accord franco-chinois signé à Chongqing sur les relations entre la Chine et l’Indochine française[13].
  - premier numéro du journal sportif L'Équipe[14].

### Mars
- 1er-9 mars : chutes de neige exceptionnelles à Paris[15].
- 6 mars : accords entre Sainteny et Hô Chi Minh[3]. La France reconnaît la république du Vietnam comme État libre faisant partie de la Fédération indochinoise et de l’Union française et les troupes françaises peuvent revenir à Hanoï.
- 10 mars : recensement général de la population. La population française se monte à 40,5 millions de personnes[16]. Début d'une forte augmentation de la natalité (plus de 18 ‰ de 1946 à 1960, contre 15,3 ‰ en moyenne de 1935 à 1939). Confort de l'habitat : 37 % des logements ont l'eau courante[17] (13 % dans les campagnes) et seulement 6 % ont une douche ou une baignoire.
- 12 mars : loi qui rétablit la liberté du syndicalisme agricole[18].
- 13 mars :
  - Wladimir Porché est nommé directeur général de la Radiodiffusion française[19].
  - création de la Fédération nationale des syndicats d'exploitants agricoles (FNSEA)[18].
- 19 mars : loi de départementalisation. La Guadeloupe, la Martinique, la Guyane et La Réunion reçoivent le statut de département d'outre-mer[20].
- 22 mars : accord qui annonce du retrait de la Syrie de la plupart des troupes françaises avant le 15 avril et du Liban avant le 31 août[21]. Les dernières sont évacuées le 25 décembre.
- 25 mars : la CGC organise une journée de grève des cadres pour obtenir la reconnaissance de sa représentativité[9].
- 28 mars : première Mi-Carême parisienne d'après-guerre : un très grand cortège du Carnaval de Paris part de la place du Panthéon, parcourt tous les Grands boulevards et finit aux Halles[22].

### Avril
- Le Petit Prince, daté du 30 novembre 1945, sort aux éditions Gallimard[23].

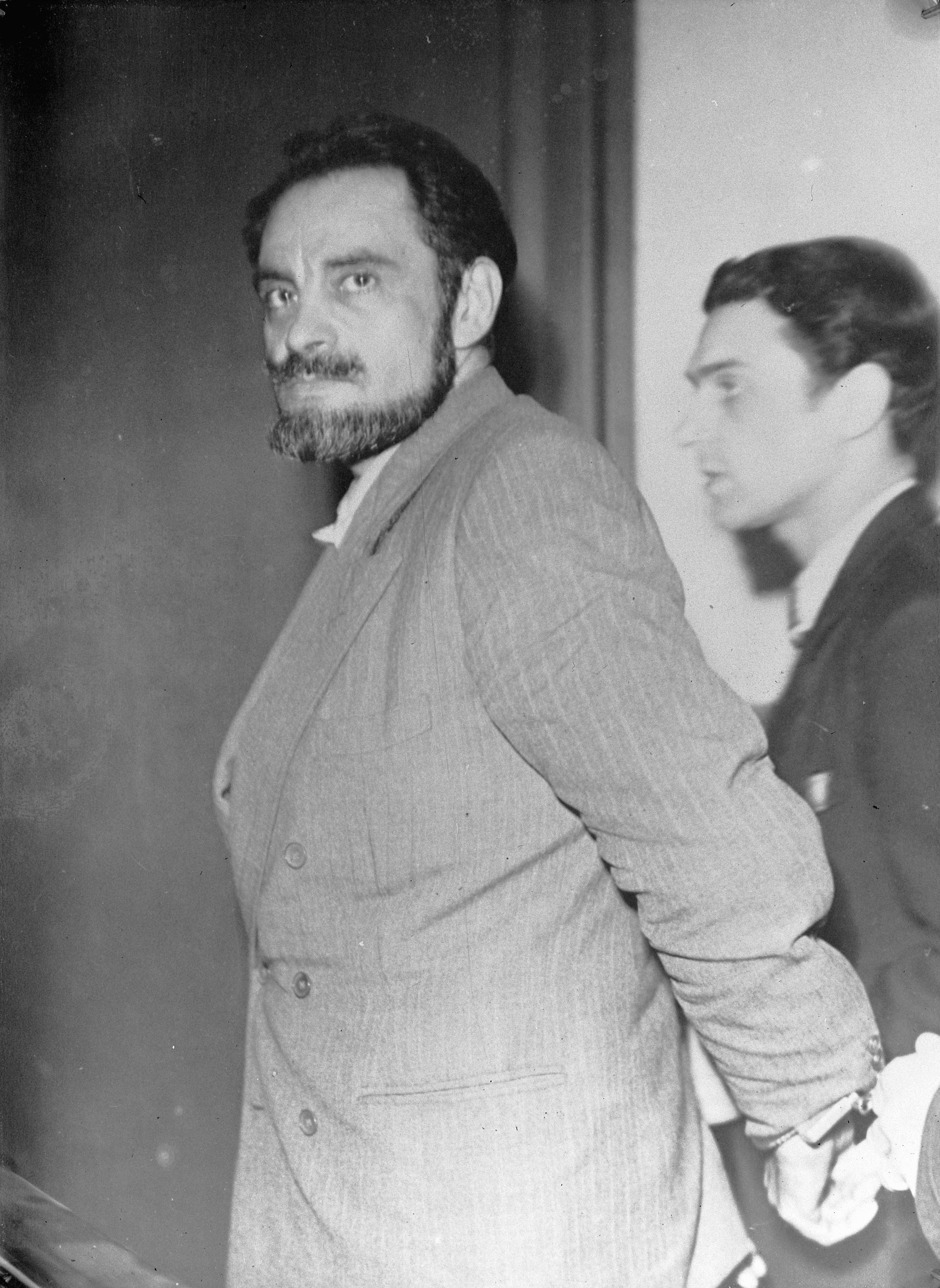
Marcel Petiot le 15 mars 1946.

- 4 avril : condamnation à mort du docteur Marcel Petiot, reconnu coupable de 24 assassinats[24].
- 5 avril : loi portant fixation du budget de la défense ; dégagement des cadres de l'armée active à la suite du plan de compression des dépenses et de réduction du personnel mis au point le 8 mars par le gouvernement[25].
- 8 avril : nationalisation du gaz et de l'électricité avec la création de deux établissements publics pour gérer la production, le transport et la distribution de l'électricité (Électricité de France, EDF) et le gaz (Gaz de France, GDF)[4].
- 8-12 avril : XXVIe congrès de la CGT à Paris et dernier avant la scission[26]. Dix ans après la réunification de 1936, les tensions sont vives entre une majorité proche du PCF et conduite par Benoît Frachon et une minorité réformiste conduite par Léon Jouhaux.

- 11 avril :

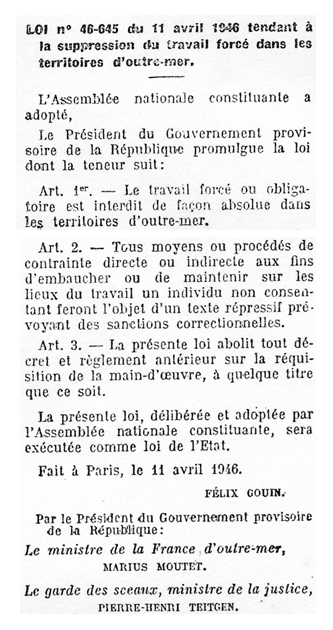
Loi No 46-645 tendant à la suppression du travail forcé dans les territoires d’outre-mer.

  - les femmes peuvent accéder aux postes de la magistrature[27].
  - loi Houphouët-Boigny portant sur l’abolition du travail forcé ou obligatoire dans les colonies françaises[28].
  - décret réformant l'assurance crédit pour faciliter le commerce extérieur et exportations françaises[29].
- 13 avril :
  - loi Marthe Richard sur la fermeture des maisons de tolérance et le renforcement de la lutte contre le proxénétisme[30].
  - loi sur le statut du fermage et du métayage[18].
- 16 avril : rétablissement de l'élection des délégués du personnel[9].
- 19 avril : l'Assemblée constituante adopte par 309 voix contre 249 un projet de constitution qui sera soumis à référendum. Il prévoit l’instauration d'une chambre unique qui élit le président de la République et le président du Conseil et dispose de très larges pouvoirs[31].
- 25 avril : nationalisation des grandes compagnies d'assurance[4] ; création du Conseil national des assurances et de la Caisse centrale de réassurance[32].
- 26 avril : 
  - généralisation des assurances sociales à tous les salariés[9].
  - Henry Barraud crée la Maîtrise de Radio France, et depuis, c'est l'un des plus grands chœur d'enfants de France et d'Europe[33].
- 27 avril : création de l’INSEE par les articles 32 et 33 de la loi de finances[34]. Il succède au Service national des statistiques mis en place par le régime de Vichy. Son premier directeur est Francis-Louis Closon[35].
- 30 avril : création du Fonds d'investissement pour le développement économique et social (FIDES), qui permet de réaliser deux plans successifs (1946-1952 et 1953-1957) pour encourager le développement économique et social des territoires d'outre-mer (TOM) de l'Union française[36].

### Mai
- 4 mai : formation de la Confédération nationale du travail par des militants syndicalistes révolutionnaires qui quittent la CGT[9].
- 5 mai : référendum rejetant le premier projet de Constitution par 53 % des électeurs[31].
- 7 mai : loi Lamine Guèye adoptée le 25 avril, qui étend la citoyenneté à tous les ressortissants des territoires français d’outre-mer[28].
- 16 mai : loi sur les comités d'entreprise[4].
- 17 mai :
  - loi relative à la nationalisation de l'industrie des combustibles minéraux créant les Charbonnages de France (CDF)[4].
  - loi relative à l'organisation du crédit[29]. Elle facilite la reprise de la consommation des ménages.
- 18 mai : loi portant organisation de la recherche agronomique et création d'un Institut national de la recherche agronomique (INRA)[18].
- 25 mai :
  - exécution du docteur Petiot, reconnu coupable de vingt-quatre assassinats[24].
  - mort d'Alexis de Villeneuve à Saint-Denis (La Réunion). Paul Vergès est accusé de l'avoir tué (il sera condamné en 1947, puis finalement amnistié en 1953)[37].
- 28 mai : accord Blum-Byrnes ; après de longues négociations, Léon Blum et Jean Monnet obtiennent des États-Unis une réduction considérable de la dette de guerre (2 milliards de dollars), un prêt de 300 millions de dollars remboursables en 35 ans ainsi qu’un prêt bancaire de 650 millions de dollars, en contrepartie d’une franchise douanière pour les produits américains importés par la France. Cet accord comporte un protocole concernant le marché du cinéma, qui s’ouvre largement au cinéma américain par la révision des quotas imposés avant-guerre. Il réserve par trimestre quatre semaines sur treize aux films français[38]. Le Syndicat français des producteurs de films annonce : « C'est le chômage pour le tiers de la profession » car plus de deux mille films inédits sont prêts à être diffusés en France.

### Juin
- 1er juin :
  - proclamation unilatérale à Saïgon par le « gouvernement provisoire de la Cochinchine », constitué le 26 mars, de la république autonome de Cochinchine présidée par Nguyễn Văn Thinh, sur la décision du haut-commissaire de l'Indochine française, Georges Thierry d'Argenlieu. Elle provoque la protestation du gouvernement de Hanoï[39].
  - création de la Compagnie française d'assurance pour le commerce extérieur (COFACE) et de la Banque française du commerce extérieur[40].
- 2 juin : élection de la seconde Assemblée nationale constituante[4]. Le MRP (169 députés) arrive en tête devant les communistes (153) et les socialistes (127).
- 7 juin : sortie de L'Idiot, film de Georges Lampin, avec Gérard Philipe et Edwige Feuillère[41].
- 11 juin : démission du gouvernement Félix Gouin[42].
- 12 juin : création du Conseil national du patronat français (CNPF)[4] en remplacement de l'ancienne Confédération générale de la production française (CGPF). Il est présidé par Georges Villiers, ancien patron d'une PME de province, ancien maire de Lyon et déporté, désigné dès le 9 janvier par la Commission de représentation patronale[43]. Il est alors le mieux placé pour rapprocher le patronat français du Général de Gaulle qui avait accueilli les délégués patronaux en leur disant : « Je n'ai vu aucun de vous à Londres, Messieurs. Ma foi, après tout, vous n'êtes pas en prison. » [44]. Il reste à la tête de cette organisation jusqu'en 1966.

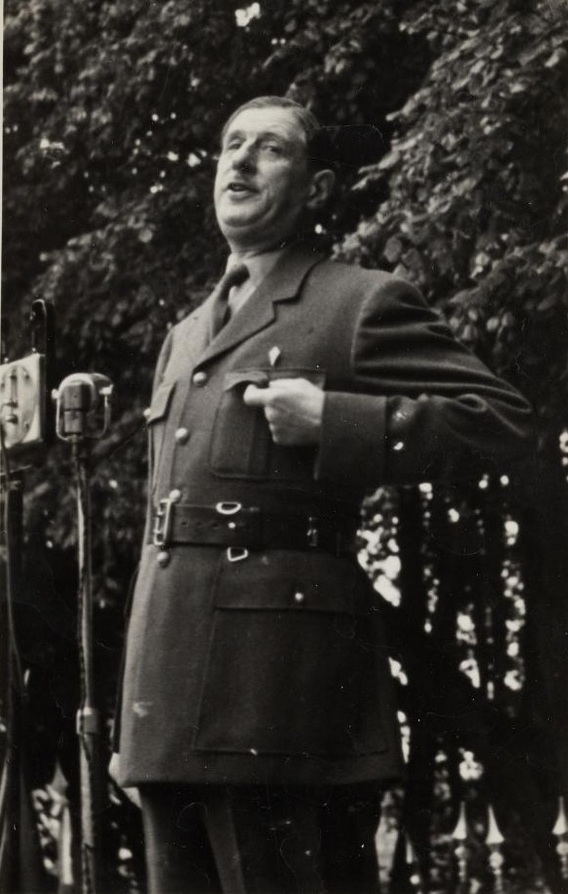
Charles de Gaulle - discours de Bayeux - 16 juin 1946.

- 16 juin : discours de Bayeux du Général de Gaulle, prononcé sur les lieux mêmes de son débarquement de 1944. Il critique les institutions naissantes de la IVe République et présente sa conception des institutions, exposant un schéma institutionnel fondé sur un exécutif fort, procédant du chef de l’État. Il décrit les institutions dont la France devrait se doter pour pérenniser la sécurité, la liberté, la souveraineté nationale recouvrées récemment. Ce discours est considéré comme la principale source d'inspiration de la Constitution de la Ve République[4].
- 19 juin : la deuxième Assemblée constituante élit Georges Bidault président du Gouvernement provisoire de la République française[45].
- 25 juin : premier premier Gouvernement, tripartite, jusqu'au 28 novembre[42].

### Juillet
- 4 juillet-22 juillet : une Conférence économique nationale réunit au Palais-Royal les syndicats ouvriers, patronaux et agricoles. Elle est chargée d'étudier « les mesures de remise en ordre des prix et des salaires ; Georges Bidault, le président du Conseil, propose une majoration de 15 % afin de limiter les risques de surchauffe inflationniste, alors que la CGT exige 25 %. Après deux semaines de débats, les salaires sont majorés d'environ 25 %, les salaires minimum de 30 à 37,5 %, et les hauts salaires de 17,3 à 17,8 %. Les prix industriels restent bloqués[46].
- 5 juillet : Louis Réard présente le bikini, maillot de bain porté par le mannequin Micheline Bernardini à la piscine Molitor à Paris[47] (marque déposée le 20 juin 1946[48]).
- 6 juillet : ouverture de la conférence de Fontainebleau en vue de résoudre les problèmes posés par l’indépendance du Viêt Nam[49].
- 19 juillet : une grande manifestation à Paris rassemble une centaine de milliers de salariés au Champ-de-Mars[46].
- 21 juillet : affaire Carteron. Une famille de paysans est assassinée au lieu-dit « les Ajoncs-Barrats », à Bommiers, dans l'Indre[50].

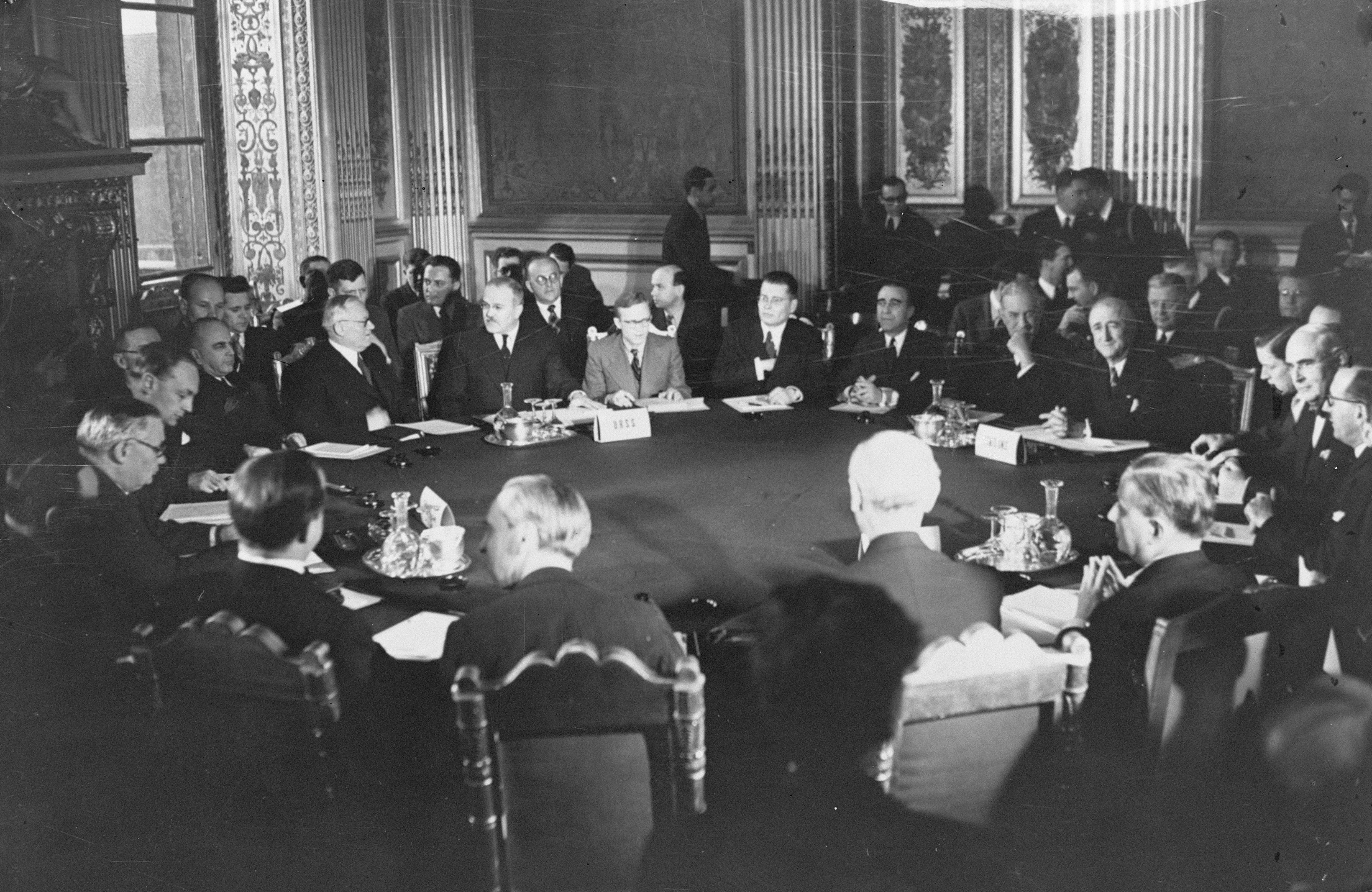
Conférence de paix de Paris.

- 29 juillet-15 octobre : conférence de paix de Paris préparant le traité de Paris de février 1947[51].
- 30 juillet : Madeleine Braun devient la première femme à présider les débats à la Chambre Basse[52].

### Août
- 1er août : ouverture d’une seconde conférence des pays du sud de l’Indochine à Đà Lạt. Elle entraîne la suspension des négociations franco-vietnamiennes de Fontainebleau[49]. Le 14 septembre, Hô Chi Minh, avant de quitter la France, signe un modus vivendi avec le gouvernement français représenté par Marius Moutet[53]. Il prévoit la fin de la guérilla Việt Minh en Cochinchine, effective le 30 octobre[39].
- 17 août : après la fermeture définitive du bagne de Cayenne, arrivée à Marseille de 145 détenus en provenance de Guyane[54]. Le rapatriement des bagnards survivants en France ou en Afrique du Nord dure jusqu'en 1953[55].
- 22 août : loi sur les allocations familiales[56].
- 29 août-1er septembre : 38e congrès national de la SFIO[57]. Il approuve la motion Guy Mollet, défenseur de l'orthodoxie marxiste, pour le recentrage du Parti sur les notions de « socialisme scientifique », de « matérialisme dialectique », de « lutte des classes »[58] puis adopte une motion de synthèse présenté par Jules Moch.

### Septembre
- 4 septembre : Guy Mollet devient secrétaire général de la SFIO[4].
- 8 septembre : Jean Rodhain annonce à Lourdes la création du Secours catholique[59].
- 20 septembre-5 octobre : première édition du Festival international du film de Cannes[60].
- 25 septembre : loi no 46-2064 ouvrant un recours en révision de la condamnation de 1857 visant Charles Baudelaire[61].
- 26 septembre : sortie de La Symphonie pastorale, film de Jean Delannoy[réf. souhaitée].
- 29 septembre : Charles de Gaulle fait un discours à Épinal. Dans la lignée du discours de Bayeux, il y invite les électeurs à rejeter le projet de constitution présenté par l'Assemblée Constituante, qui vient d'être approuvé par l'Assemblée par 440 voix contre 106, et qui va être soumis au peuple par voie référendaire[62].
- 30 septembre : création du Fonds forestier national[63].

### Octobre

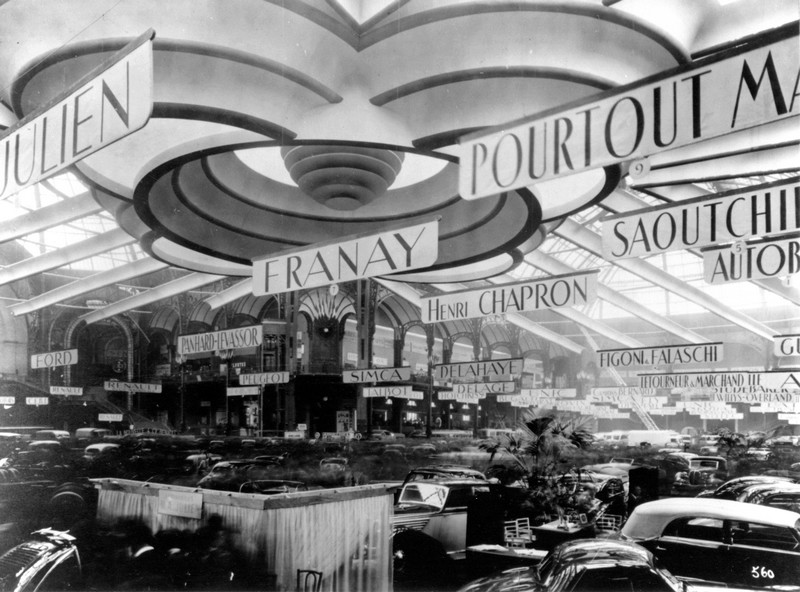
Le salon de L'Automobile de Paris en 1946.

- 3 octobre : présentation de la Renault 4CV et de la Panhard Dyna X au salon de l'auto[64].
- 7 octobre : la loi fixe la durée du service militaire à un an[65].
- 8 octobre: Fondation de la société Christian Dior SA.
- 11 octobre : vote de la loi fondatrice de 1946 sur la médecine du travail[66].
- 13 octobre : référendum adoptant la nouvelle constitution (53 % oui) avec 31 % d’abstentions[4]. Institution d’un régime parlementaire bicaméral avec l’Assemblée nationale sur le Conseil de la République. L'Assemblée nationale est prédominante sur le Conseil puisqu'elle est seule habilitée à voter la loi. Le Président, élu pour 7 ans par les deux Chambres, dispose de pouvoirs restreints. Il désigne le président du Conseil investi par l’Assemblée nationale et responsable devant elle. La nouvelle constitution veut instaurer un parlement rationalisé plus efficace tirant les leçons de la IIIe République (concentration du pouvoir législatif dans les mains d'une chambre unique : l'Assemblée nationale, procédure de censure plus stricte). Dans les faits, la constitution de 1946 aboutira à une dérive de plus en plus forte du régime parlementaire vers un régime d'assemblée (valse des ministères et succession de gouvernements éphémères car censurés). Cette situation rendra le pays, alors embourbé dans le conflit algérien, ingouvernable et dangereusement instable (menace d'une guerre civile menée par une partie de l'armée pro-Algérie française). Finalement, devant son échec, la IVe République s'auto-dissoudra et le général De Gaulle, revenu au pouvoir, dotera le pays d'une constitution plus présidentielle, celle de la Ve République en 1959.
- 19 octobre : adoption de la loi sur le statut général de la fonction publique sous l'égide de Maurice Thorez, ministre de la Fonction publique[67]. Le droit syndical est reconnu aux fonctionnaires qui seront rémunérés selon une grille indiciaire unique (catégories A, B, C et D)[68].
- 25 octobre :
  - création du Centre national de la cinématographie[69].
  - création à Colmar d'un « syndicat intercommunal à vocation culturelle » dénommé « centre dramatique de l'Est »[70]. Premier des cinq centres dramatiques nationaux créés sous l'impulsion de Jeanne Laurent entre 1946 et 1952 dans le cadre de la politique de décentralisation théâtrale[69].
- 27 octobre : début de la Quatrième République[31]. Création de l'Union française[71].
- 29 octobre : sortie de La Belle et la Bête, film de Jean Cocteau[72].

### Novembre

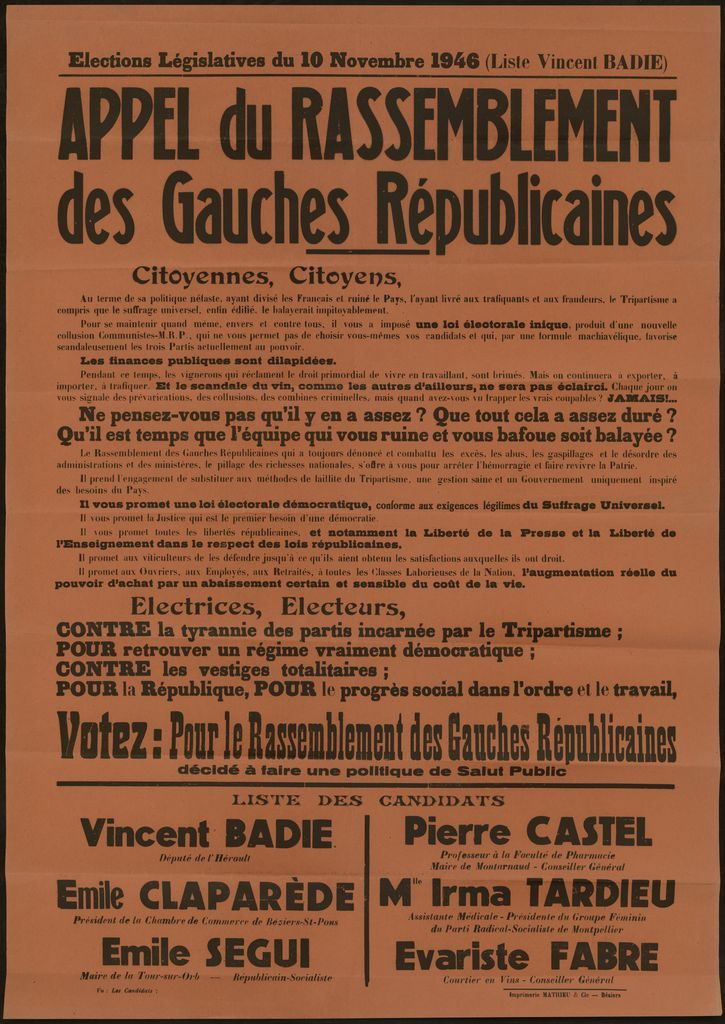
Appel du rassemblement des gauches républicaines. Élections législatives du 10 novembre 1946 (liste Vincent Badie).

- 10 novembre : élections législatives en France confirmant la domination de la Gauche et notamment du PCF qui arrive en tête (28,8 % et 182 députés)[73]. Le secrétaire général du PCF, Maurice Thorez, revendique la présidence du Conseil[74].
- 23 novembre : la marine française bombarde le port d'Haïphong en Indochine en réponse à des attentats du Việt Minh ; près de 6 000 morts[75]. Tout accord de paix devient impossible.
- 24 novembre - 8 décembre : élections au conseil de la République[4].
- 27 novembre : adoption du plan Monnet de modernisation et d'équipement[1].
- 28 novembre :
  - ouverture de la Ire législature de la Quatrième République[76].
  - chute du gouvernement du président du Conseil Georges Bidault[76].

### Décembre
- 3 décembre : sortie du film Les Portes de la nuit de Marcel Carné[77].
- 6 décembre : disparition en mer au large de Toulon du sous-marin U-2326 avec 19 personnes à bord[78].

- 16 décembre : 

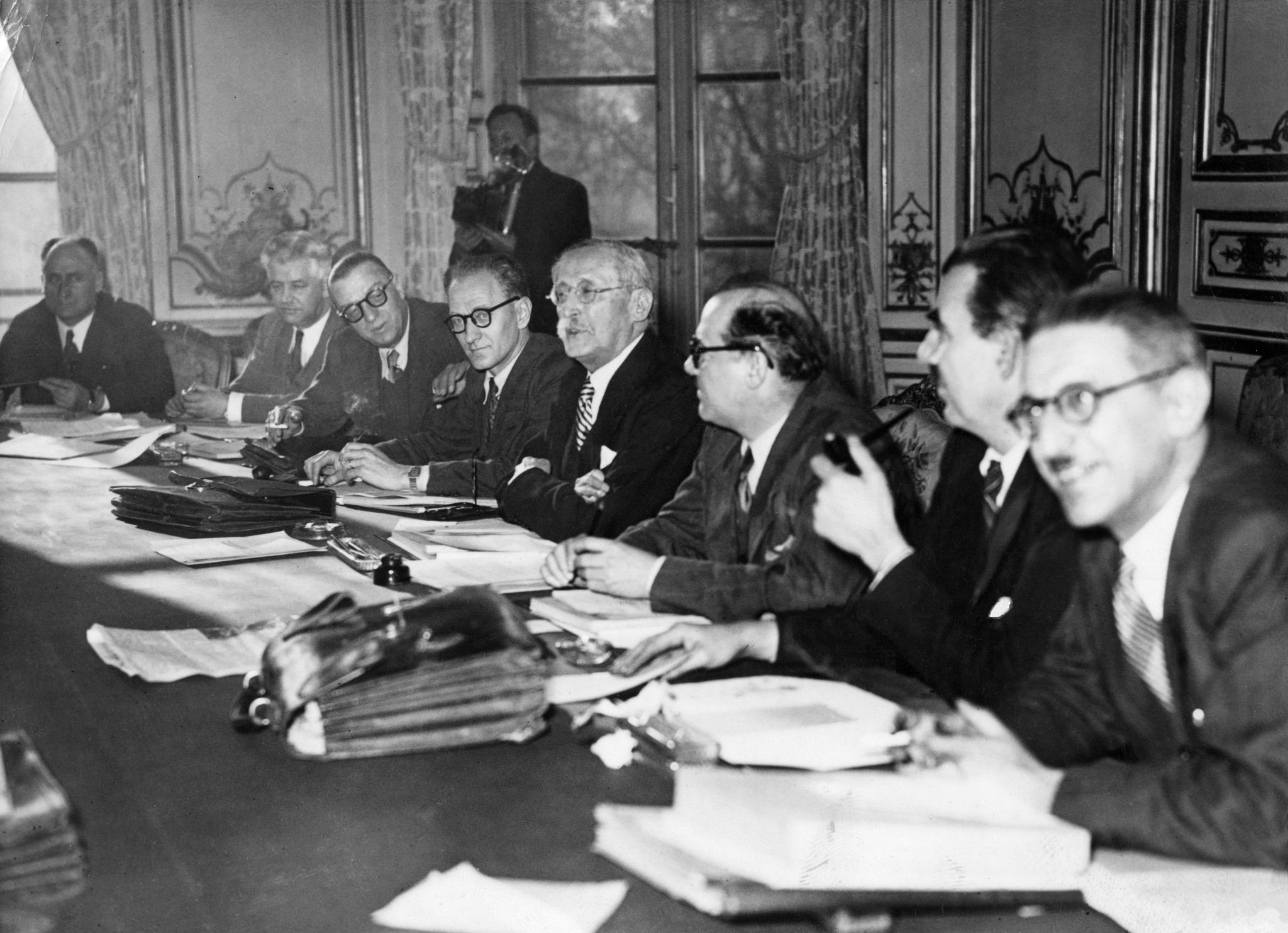
Première séance de travail du troisième gouvernement Léon Blum à l'hôtel de Matignon, décembre 1946.

  - début du troisième gouvernement Blum président du Conseil jusqu'au 16 janvier 1947 à la tête d'un gouvernement socialiste[4].
  - Christian Dior ouvre son atelier de haute couture[79].
- 19 décembre : coup de force vietnamien à Hanoï, début de la guerre d'Indochine (fin en 1954)[53].
- 23 décembre : loi sur les conventions collectives[4].
- 29 décembre : meurtre du garde-chasse Louis Boistard. Début de l'affaire Mis et Thiennot, possible erreur judiciaire[80].
- 31 décembre : décision gouvernementale de baisser de 5 % les prix industriels commerciaux ou agricoles au 1er janvier 1947, baisse suivie d'une deuxième de 5 % dans les soixante jours[81].

## Naissances en 1946
- 11 janvier : Gérard Chaillou, acteur français († 2 août 2025).
- 26 janvier : Michel Delpech, chanteur, interprète et auteur-compositeur français († 2 janvier 2016).
- 2 juillet : Saïd Amadis, acteur et chanteur français
- 9 août : Alain Dorval, acteur français spécialisé dans le doublage. Il a doublé Sylvester Stallone de 1976 à 2024 († 13 février 2024).
- 7 octobre : Bernard Lavilliers, chanteur et auteur-compositeur français.
- 23 novembre : Élisabeth Wiener, actrice et chanteuse française
- 10 décembre : Catherine Hiegel, actrice et metteuse en scène française.
- 14 décembre : Jane Birkin, actrice et chanteuse anglaise francophone, naturalisée française († 16 juillet 2023).
- 24 décembre : Daniel Beretta, acteur, chanteur français et voix de l'acteur Arnold Schwarzenegger de 1987 à 2020 († 23 mars 2024).